# Le Père
Le Père (en francès El pare) és una obra de teatre del dramaturg francès Florian Zeller que va obtenir el 2014 el premi Molière a la millor obra. Es va estrenar al setembre de 2012 al Théâtre Hébertot, París, amb Robert Hirsch (André) i Isabelle Gélinas (Anne).
L'obra va ser considerada com "la nova obra més aclamada de l'última dècada" i va obtenir diversos premis i nominacions a París, Londres i Nova York.
A França se'n va fer una adaptació cinematogràfica, Floride (2015). Fou traduïda a l'anglès per Christopher Hampton. El propi Zeller va dirigir el 2020 la pel·lícula The Father, protagonitzada per Anthony Hopkins i Olivia Colman.

## Argument
André, de 88 anys (l'edat de l'actor Robert Hirsch, que va exercir el paper al teatre Hébertot el 2012-2013) encara és reactiu per a la seva edat, però mostra els primers signes d'una malaltia que podria recordar la malaltia d'Alzheimer. La seva filla Anne l'estima i busca només el seu bé i la seva protecció. Però l'avanç de la malaltia és inexorable. Després assistim a la progressiva degeneració d'aquest home, a la desgràcia de la seva família i a la creixent falta de comunicació amb l'avançament de la seva pèrdua de memòria. Tot desapareix a poc a poc, les decoracions, les fites, la felicitat familiar ... Però les necessitats materials queden i hi ha diverses solucions per a preservar el vell. La seva pèrdua d'autonomia esdevé tal que la seva filla acaba havent de prioritzar els seus propis desitjos. Assistim a la seva caiguda i als darrers moments de lucidesa.

## Produccions
L'obra va obtenir una àmplia aclamació crítica quan es va estrenar com The father a l'estudi Ustinov del Teatre Reial, Bath, Anglaterra, el 2014. El paper del pare va ser interpretat per Kenneth Cranham. L'obra es va representar al West End al Wyndham's Theatre de l'octubre de 2015 a novembre de 2015, i va tornar al West End al Duke of York's Theatre del 24 de febrer de 2016 al 26 de març de 2016, amb Kenneth Cranham.
La seva estrena nord-americana va tenir lloc a Broadway en una producció del Manhattan Theatre Club al Samuel J. Friedman Theatre el 2016 amb Frank Langella en el paper principal. Va ser dirigida per Doug Hughes amb un disseny escènic de Scott Pask, vestits de Catherine Zuber i il·luminació de Donald Holder. El repartiment va comptar amb Kathryn Erbe (Anne), Brian Avers (Pierre), Charles Borland (Home), Hannah Cabell (Laura), i Kathleen McNenny (dona).
L'estrena australiana va ser produïda per la Sydney Theatre Company, amb actuacions a partir de l'agost del 2017 al The Wharf Theatre i protagonitzada per John Bell en el paper principal.
L'estrena de Singapur és produïda per Pangdemonium Theatre Company, i es va interpretar al Victoria Theatre del 2 al 18 de març del 2018, protagonitzant Lim Kay Siu el paper principal. Fou protagonitzada per Tan Kheng Hua, Janice Koh, Adrian Pang, Frances Lee i Keagan Kang.
L'obra s'ha escenificat en més de 45 països.

## Recepció
Segons Playbill, el periòdic londinenc The Guardian va donar a la producció londinenca una "rara ressenya de cinc estrelles, anomenant-la un estudi salvatgement honest de la demència", i la va nomenar millor obra de l'any.
Segons The Times, 'le Père' és 'una de les millors obres de la dècada'.

## Premis i nominacions
Premis
- 2014 Premi Molière a la millor obra de teatre
- 2014 Premi Molière al millor actor -  Robert Hirsch
- 2014 Premi Molière a la millor actriu - Isabelle Gélinas
- 2015 Premi del Cercle de Crítics de Teatre al millor actor - Kenneth Cranham
- 2016 Premi Laurence Olivier al millor actor - Kenneth Cranham
- 2016 Premi exterior del Cercle de la crítica per a un actor destacat en una obra de teatre - Frank Langella
- 2016 Premi Tony al millor actor en una obra - Frank Langella
- 2017 Irish Times Theatre Awards al millor actor - Owen Roe
- Premi Shell 2017 al millor actor - Fúlvio Stefanini
- 2017 Premis de teatre Fleur du Cap al millor actor - Marius Weyers
- 2020 Premi Yomiuri al millor actor

Nominacions
- 2015 Theatre Awards UK a Millor obra nova
- 2015 Evening Standard Theatre Awards a la millor obra de teatre
- 2015 Evening Standard Theatre Award al millor actor - Kenneth Cranham
- 2016 Premi Laurence Olivier a la millor obra nova
- Premi Outer Critics Circle 2016 per una excepcional obra de Broadway
- 2016 Drama League Award per a la producció excepcional d'una obra de teatre
- 2016 Premi Tony a la millor obra
- Premi Irish Times Theatre 2017 a la millor producció
- 2020 Premi Yomiuri a la millor obra
- 2020 Premi Yomiuri a la millor actriu